# فاين
فاين (بالإنجليزية: FINE)‏ هي علامة تجارية مسجلة في الأردن لمجموعة نُقل إخوان. تأسست عام 1958، وتتخصص في تصنيع منتجات النظافة، وتشمل المناديل، ورق الحمام، حفائظ الأطفال، الفوط الصحية وغيرها. ولدى فاين مرافق تشغيل في كل من الأردن، الإمارات العربية المتحدة، لبنان، مصر والمملكة العربية السعودية.

## المنتجات
- Baby Diapers
- Feminine Napkins
- Facial Tissues
- Toilet Paper
- Coasters, Refreshing Towels, and Straws
- Adult Diapers
- Kitchen Towels
- Table and Cocktail Napkins
- Away From Home (AFH) Products
- Medical Pads and Sheets
- Stationery Paper

## وصلات خارجية
- الموقع الرسمي
- الموقع الرسمي لمجموعة نقل أخوان